# Ivan Cudin
Ivan Cudin (Codroipo, 15 febrero 1975) es un atleta italiano, especializado en ultramaratón.
Ha obtenido excelentes resultados en los 100 km y en las carreras en Italia e internacionales de 24 horas. Es el campeón europeo de las 24 horas y ganador de la Spartathlon en el 2010, 2011 y 2014.

## Premios

### 2006
- 100 km Rimini Extreme:
- 24-horas de San Silvestro - Viena:

### 2007
- 100 km en pista Pradera:
- Campeonato europeo 24-horas - Madrid: 8º
- 100 km Rimini Extreme:
- 100 km de los Etruschi:
- Circuito ecomaratón:

### 2008
- Ecomaratón de las Madonie:
- Trail del Valle Rosandra:
- Circuito ecomaratón:
- Campeonato mundial 24-horas - Seúl: 16º (236,599 km)

### 2009
- Maratón del Brembo:
- Maratón de la Paz:
- 100 km de la Brianza:
- 100 km Rimini Extreme:
- Ecomaratón de los Dragoni:
- Ultratrail del Gran Sasso:
- Scarpirampi:

### 2010
- Ecomaratón Rimini-s.leo:
- Campeonato mundial 24-horas - Brive:  - 263,841 km (Campeón europeo)
- Spartathlon:  - 23h03'06"

### 2011
- Nueve Cuellos Running 202Km:  - 18h26'07"
- Spartathlon:  - 22h57'40"

### 2014
- Spartathlon:  - 22h29'29"